# Унвис (приток Казыма)
Унвис (устар. Ун-Вис) — река в России, протекает по территории Белоярского района Ханты-Мансийского автономного округа. Устье реки находится в 247 км по правому берегу Казыма. Длина реки — 22 км.

## Данные водного реестра
По данным государственного водного реестра России относится к Нижнеобскому бассейновому округу, водохозяйственный участок реки — Обь от впадения Иртыша до впадения реки Северная Сосьва, речной подбассейн реки — бассейны притока Оби от Иртыша до впадения Северной Сосьвы. Речной бассейн реки — (Нижняя) Обь от впадения Иртыша.
Код объекта в государственном водном реестре — 15020100112115300020814.